# Лейб-гвардии Конная артиллерия

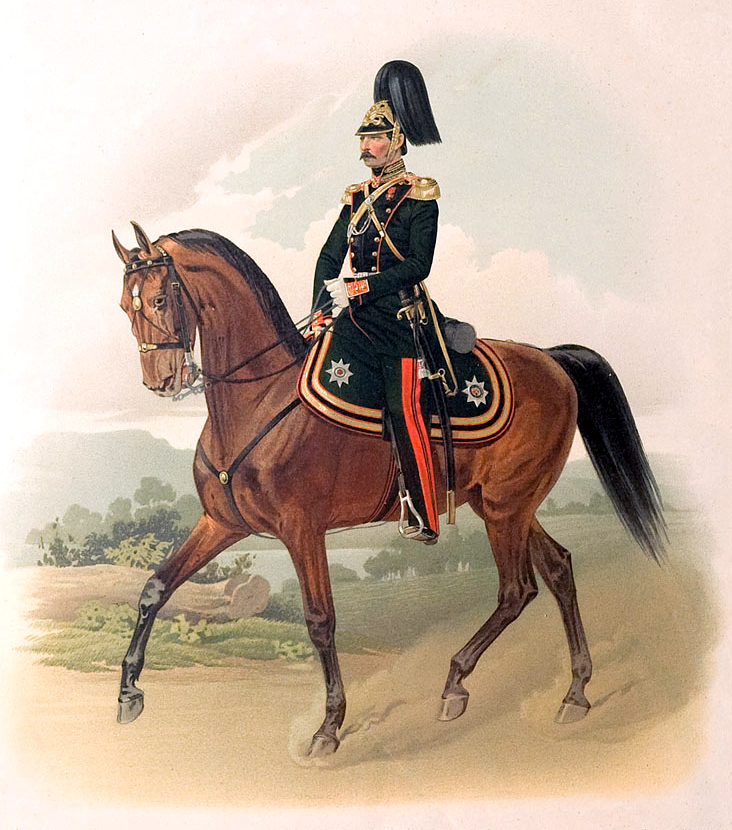
Пиратский К. К. Штаб-офицер Гвардейской Конной Артиллерии. 1855 год.

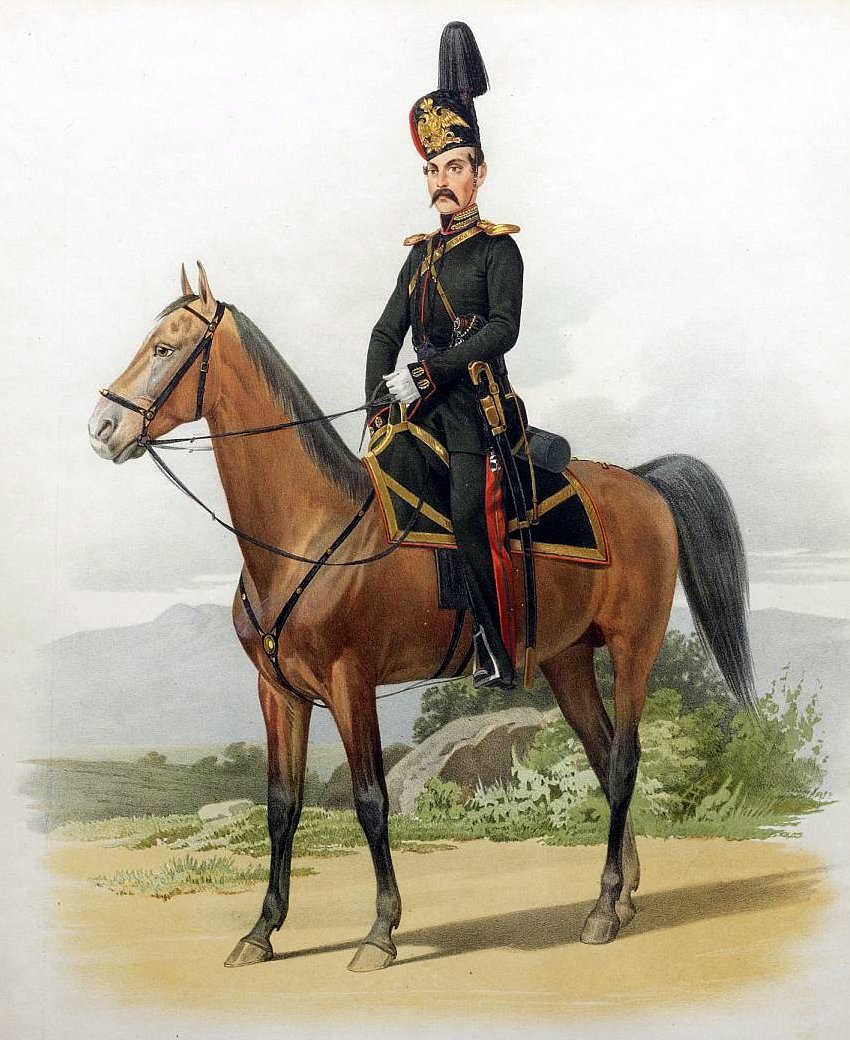
Пиратский К. К. Обер-Офицер Лейб-гвардии Донской казачьей конноартиллерийской батареи. 1855 год.

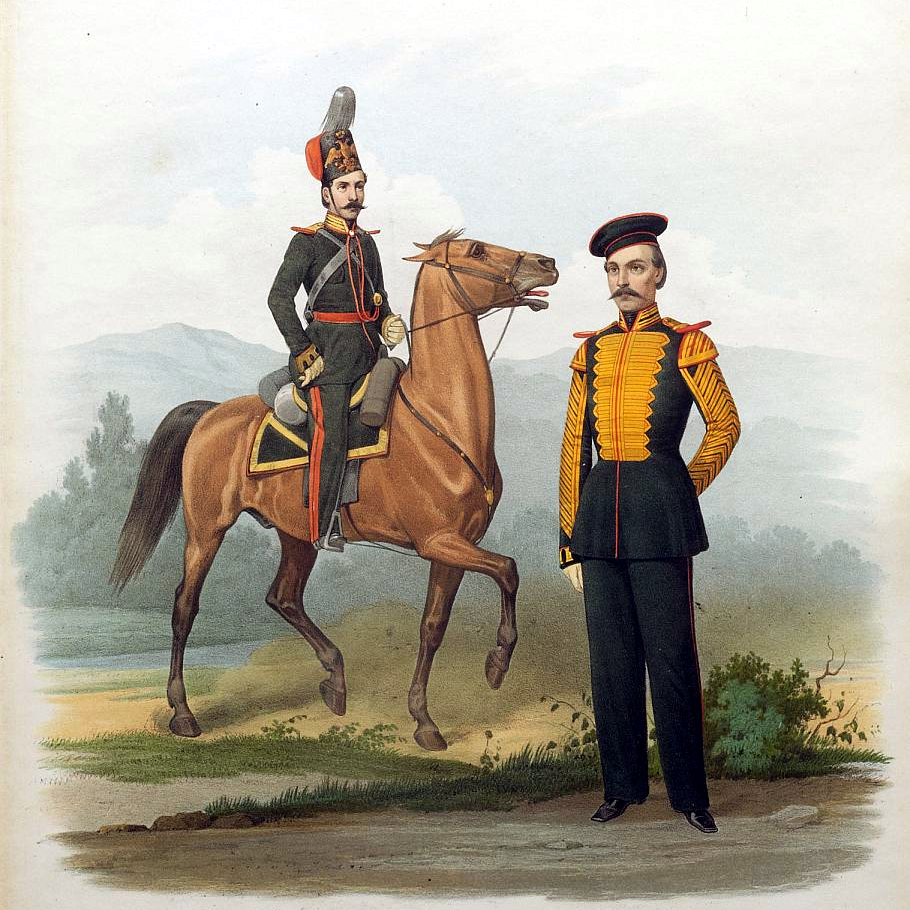
Пиратский К. К. Бомбардир и трубач лейб-гвардии Донской казачьей конноартиллерийской батареи. 1855 год.

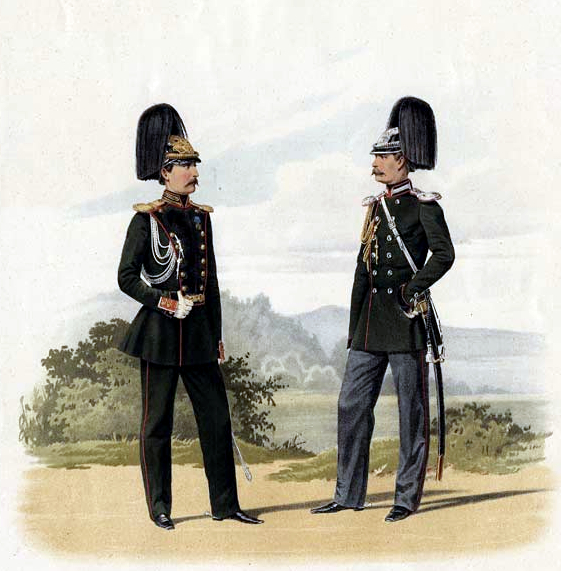
Пиратский К. К. Обер-офицеры л.-гв. 1-й Артиллерийской бригады и 1-го Конно-Пионерного эскадрона. 1859 год.

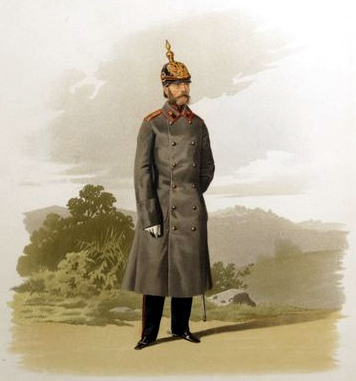
Пиратский К. К. Обер-офицер 1-й Гвардейской Артиллерийской Бригады. 1858 год.

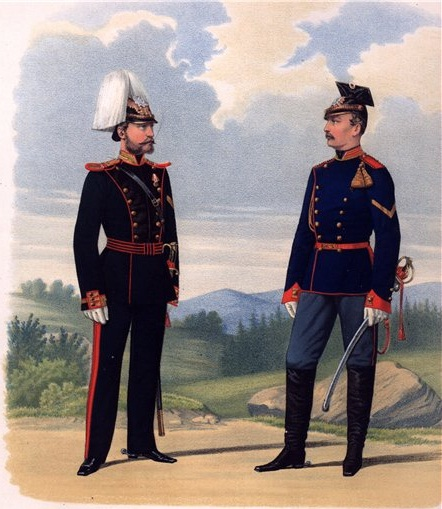
Губарев П. К. Фейерверкер Конно-Артиллерийской бригады и Рядовой л.-гв. Уланского полка.

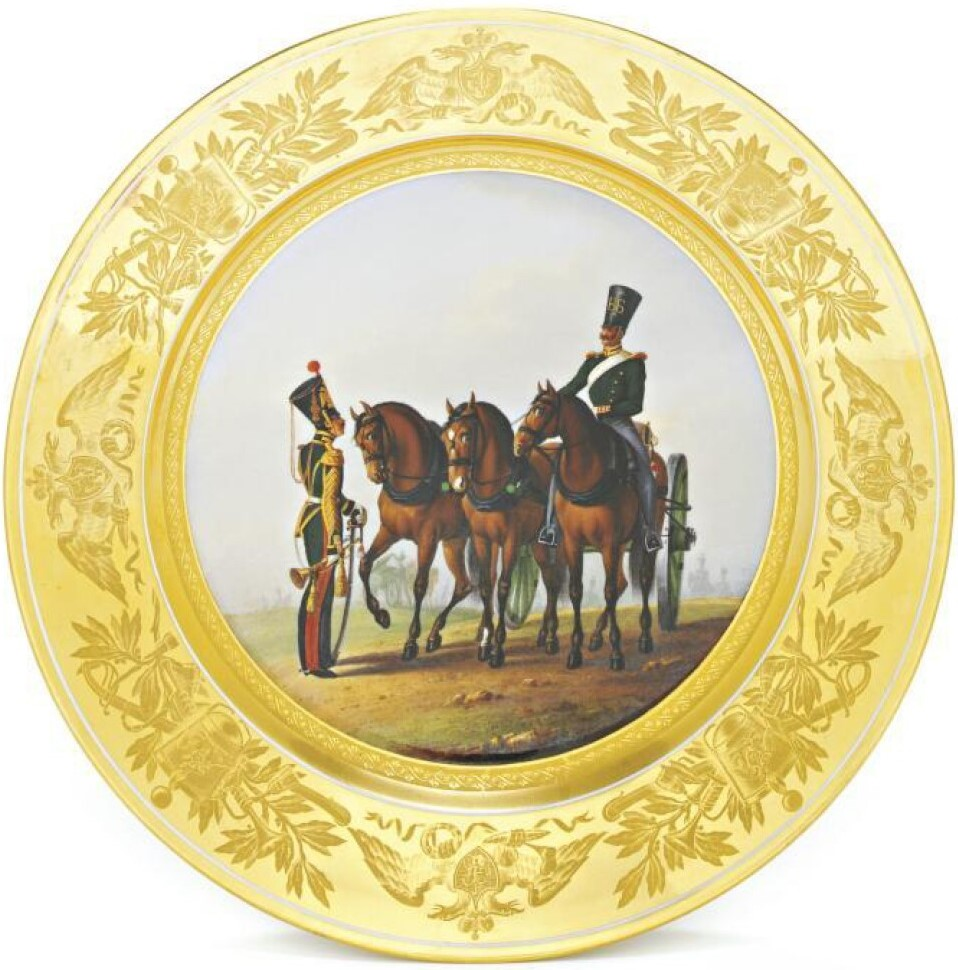
Солдат и трубач Лейб-гвардии Конной артиллерии, 1831 г.

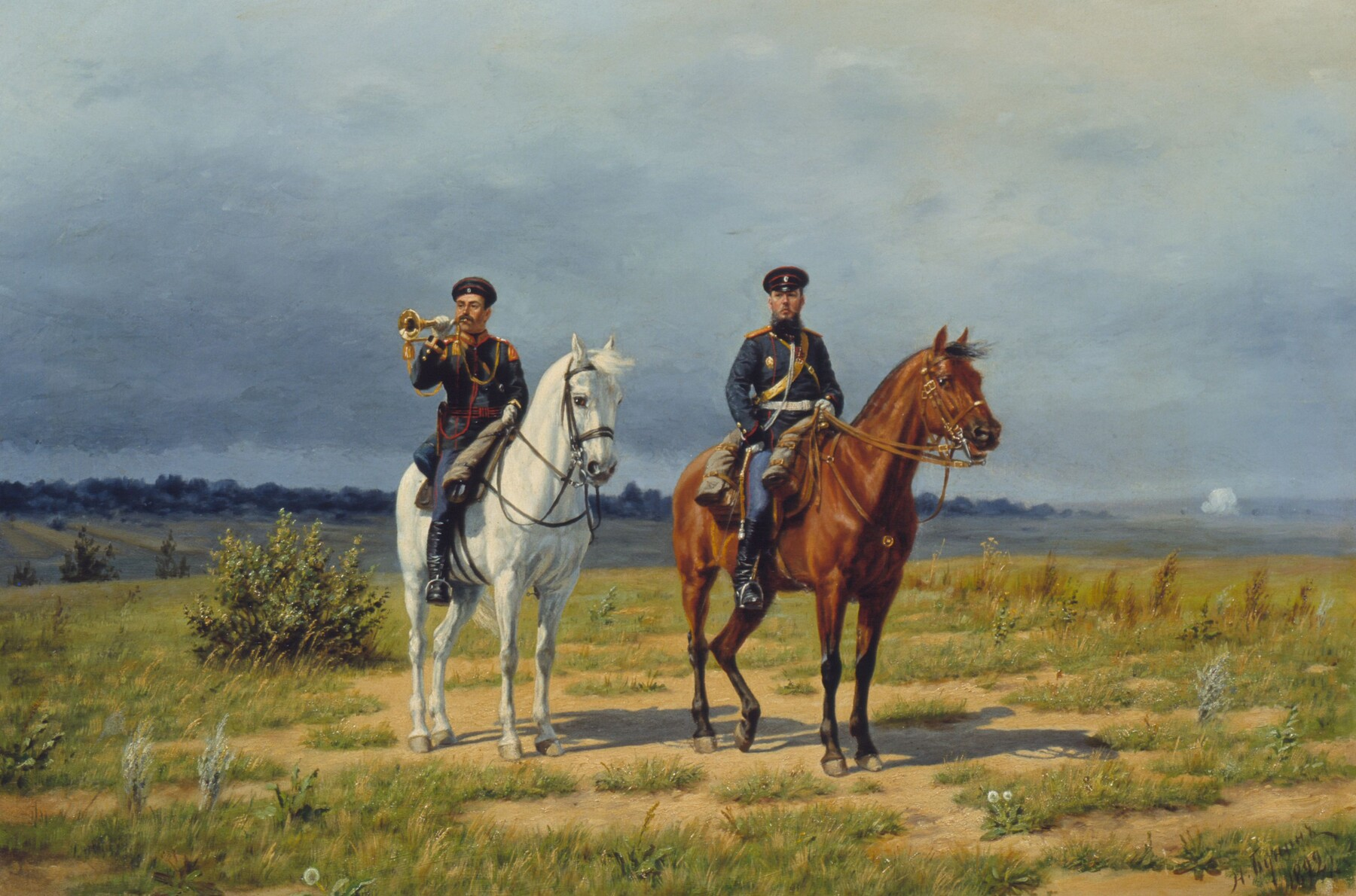
Н. Н. Бунин, Капитан и штаб-трубач гвардейской конной артиллерии в поле на практических стрельбах. Военно-исторический музей артиллерии, инженерных войск и войск связи, 1892 год.

Лейб-гвардии Конная артиллерия — лейб-гвардейская бригада конной артиллерии Русской Императорской гвардии.
Бригадный праздник: 27 апреля, день Святого равноапостольного Императора Константина. Штаб-квартира бригады: Санкт-Петербург.

## История

### Формирование
- 9 ноября 1796 — Из Бомбардирской роты и команды пушкарей, а также из артиллерии, принадлежавшей к составу Собственных Его Величества Гатчинских войск, сформирован Лейб-Гвардии Артиллерийский батальон в составе трёх рот пеших и одной конной.
- 25 марта 1805 — Конная рота отчислена от лейб-гвардии Артиллерийского батальона и назначена состоять отдельно под наименованием лейб-гвардии Конно-артиллерийской роты.
- 22 сентября 1811 — Лейб-гвардии Конно-артиллерийская рота разделена на две части, из которых сформированы 1-я и 2-я конно-лёгкие батареи.
- 21 сентября 1812 — В Санкт-Петербурге сформирована команда при 6 орудиях для комплектования лейб-гвардии Конной Артиллерии.
- 21 октября 1812 — Сформирована лейб-гвардии Конной Артиллерии полурота.
- 21 октября 1813 — Сформирована Гвардейская резервная конная батарея.
- 16 июля 1814 — Из 1-й и 2-й батарей выделено 4 орудия и сформирована Гвардейская Конно-артиллерийская полубатарея.
- 10 августа 1814 — Лейб-гвардии Конной Артиллерии повелено состоять из трёх батарей: батарейной и двух лёгких.
- 19 августа 1814 — Лейб-гвардии Конной Артиллерии полурота укомплектована Гвардейской резервной конной батареей и наименована лейб-гвардии Конной Артиллерии конной батарейной батареей.
- 15 августа 1817 — Гвардейская Конно-артиллерийская полубатарея переформирована в батарею и названа 3-й конно-лёгкой батареей лейб-гвардии Конной Артиллерии.
- 14 декабря 1825 года гвардейская конная артиллерия была на стороне декабристов и едва не присоединилась к мятежу. Властям стоило большого труда убедить конноартиллеристов в законности присяги новому императору Николаю I. Император решил не посылать за ними и они остались в казармах.
- 6 апреля 1830 — В воздаяние отличных подвигов, мужества и храбрости, оказанных в продолжение войн с Персиею и Турциею 1827 и 1829 годов, Донскими казачьими конно-артиллерийскими лёгкими 1-й, 2-й и 3-й ротами, из лучших офицеров и нижних чинов названных рот сформирована на правах Молодой Гвардии лейб-гвардии Донская лёгкая конно-артиллерийская рота.
- 7 апреля 1867 — Батарейной батарее присвоен № 4.
- 17 августа 1870 — Лейб-гвардии Конная Артиллерия поименована Гвардейской конно-артиллерийской бригадой.
- 17 августа 1875 — Бригада переформирована в состав шести шестиорудийных батарей:
  - Из четвёртых взводов 1-й, 2-й и 3-й батарей Гвардейской конно-артиллерийской бригады бригады сформирована 5-я батарея, которой присвоены все знаки отличия, имевшиеся у вышеуказанных батарей.
  - Лейб-гвардии Донская лёгкая конно-артиллерийская рота названа 6-й лейб-гвардии Донской казачьей Его Императорского Высочества Наследника Цесаревича батареей.
- 2 марта 1881 — 6-я лейб-гвардии Донская казачья Его Императорского Высочества Наследника Цесаревича батарея наименована лейб-гвардии 6-й Донской Казачьей Его Величества батареей Гвардейской конно-артиллерийской бригады.
- 25 апреля 1895 — Учреждены 1-й дивизион в составе 1-й Его Величества, 4-й и 6-й Донской казачьей Его Величества батарей и 2-й дивизион в составе 2-й, 3-й и 5-й батарей. Дивизионы были приписаны, соответственно, к 1-й и 2-й гвардейским кавалерийским дивизиям.
- 6 марта 1913 — Гвардейской конно-артиллерийской бригаде возвращено наименование Лейб-гвардии Конной Артиллерии.

### В Белом движении
- 1919 год — Во ВСЮР сформирована Гвардейская конно-артиллерийская (конно-горная) батарея, с мая 1919 года входившая в состав Сводной конной дивизии.
- 19 июня (1 июля) 1919 г. — Батарея развернута в Отдельный дивизион Гвардейской конной артиллерии (2 батареи), вошедший в состав 2-й кавалерийской дивизии 5-го кавалерийского корпуса.

Большевики отступили. Но в этот момент появилась конница с другой стороны дороги. Она показалась из кустов в долине. Приказ был: «По коням!» Мы бросились к своим лошадям. В этот момент развернулась батарея полковника Лагодовского. Желтые и синие кирасиры построились во фронт, прямым углом к батарее, и батарея открыла огонь.
Это был первый раз, что я видел так ясно точность наших артиллеристов. Первые три снаряда лопнули в первой линии красной конницы, смяв её. Четвёртый снаряд оказался плохой, он вылетел из дула, ударился в грязь, в десяти футах от пушки и, кидая фонтаны мокрой грязи во все стороны, прорыл длинную канаву. Я никогда ничего подобного не видел. Лошади в линии задних кирасир, как одна, присели.

Линия красной конницы, расстроенная первыми снарядами, выпрямилась, но следующие четыре снаряда ахнули в неё опять. Большевики повернули и бросились к гати — направо гать была узкая. Первые кавалеристы доскакали до гати и были сброшены с неё снарядом, кавалерия смялась перед гатью, и три снаряда ахнули в их кучу. Тогда вся конница повернула обратно. Кирасиры двинулись по склону, но Лагодовский уже вконец расстрелял красных, и они стали драпать, кто в кусты, кто вдоль кустов, налево… Когда кирасиры дошли до кустов, кроме 26 непобитых лошадей, которые скакали во все стороны, кроме убитых и раненых, никого из красных не было. Кирасиры поймали лошадей и вернулись. Мы тоже повернули и вернулись ночевать в нашу деревню. Это было 10-го сентября 1919 года.— Волков-Муромцев Н. В. «Юность; От Вязьмы до Феодосии»
В Белом движении потери составили 17 офицеров (5 расстреляно, 4 убито и 8 умерло от болезней).
В эмиграции 27 апреля 1929 года было создано полковое объединение — «Общество взаимопомощи офицеров л.-гв. Конной артиллерии в Париже» под почётным председательством генерал-майора Великого князя Андрея Владимировича и председательством генерала от артиллерии князя В. Н. Масальского  — которое до сих пор существует усилиями потомков офицеров из коих некоторые были «приняты в полк» в качестве «кандидатов» в офицеры, когда ещё ветераны боевых действий «ЛеКонАрии» составляли большинство членов объединения.

## Состав
- 1-й дивизион (Санкт-Петербург)
  - 1-я Его Величества батарея
  - 4-я Его Императорского Высочества Наследника Цесаревича и Великого Князя Алексея Николаевича батарея
  - 6-я Донская казачья Его Величества батарея
- 2-й дивизион (Павловск, 3-я батарея — Варшава)
  - 2-я Его Императорского Высочества генерал-фельдцейхмейстера великого князя Михаила Николаевича батарея
  - 3-я Его Императорского Высочества великого князя Георгия Михайловича батарея
  - 5-я Его Императорского Высочества великого князя Михаила Александровича батарея

## Командный состав

### Командиры бригады
- 26 мая 1810 — 2 апреля 1811 — генерал-майор Костенецкий, Василий Григорьевич
- 2 апреля 1811 — 31 декабря 1819 — полковник (с 26 мая 1813 генерал-майор) Козен, Пётр Андреевич
- 31 января 1820 — 12 декабря 1821 — полковник Арнольди, Иван Карлович
- 26 декабря 1821 — 1 января 1823 — полковник Бистром, Антон Антонович
- 11 августа 1823 — 2 июня 1832 — полковник (с 15 января 1826 флигель-адъютант, с 29 сентября 1828 генерал-майор) Гербель, Карл Густавович
- 6 июня 1832 — 11 января 1844 — полковник (с 26 марта 1839 генерал-майор) Ганичев, Пётр Яковлевич
- 9 февраля 1844 — 26 ноября 1852 — полковник (с 3 апреля 1849 генерал-майор) Шварц, Владимир Максимович
- 26 ноября 1852 — 26 августа 1856 — генерал-майор Свиты великий князь Михаил Николаевич
- 26 августа 1856 — 1864 — генерал-майор (с 30 августа 1863 генерал-лейтенант) Милюков, Василий Петрович
- 3 ноября 1864 — 18 августа 1870 — полковник (с 4 апреля 1865 генерал-майор, с 8 июля 1867 в Свите Е. И. В.) барон фон Гершау, Александр Петрович
- 18 августа 1870 — 4 апреля 1871[7] — полковник (с 28 марта 1871 генерал-майор) Черницкий, Адам Гаврилович
- 13 апреля 1871 — 14 марта 1873 — генерал-майор Губский Фёдор Алексеевич
- 14 марта 1873 — 21 августа 1878[8] — полковник (с 30 августа 1873 генерал-майор, с 6 августа 1874 в Свите) Бреверн, Магнус Иванович
- 6 октября 1878 — 8 октября 1886 — генерал-майор (с 6 августа 1879 в Свите) Шепелев, Александр Дмитриевич
- 13 октября 1886 — 7 апреля 1889 — генерал-майор Короченцев, Алексей Петрович
- 8 апреля 1889 — 3 января 1896 — генерал-майор Ореус, Михаил Фёдорович
- 3 января 1896 — 5 декабря 1899 — генерал-майор Ланге, Павел Карлович
- 29 декабря 1899 — 26 апреля 1904 — генерал-майор Кузьмин-Караваев, Дмитрий Дмитриевич
- 16 июня 1904 — 7 сентября 1904 — генерал-майор великий князь Сергей Михайлович
- 25 сентября 1904 — 24 января 1909 — генерал-майор князь Масальский, Владимир Николаевич
- 24 января 1909 — 25 марта 1914 — генерал-майор (с 7 апреля 1913 в Свите) Орановский, Николай Алоизиевич
- 25 марта 1914 — 29 сентября 1914 — генерал-майор Свиты фон Гилленшмидт, Яков Фёдорович
- 7 мая 1915 — 3 апреля 1917 — флигель-адъютант полковник (с 15 августа 1915 генерал-майор Свиты) великий князь Андрей Владимирович
- 3 апреля 1917 — 8 июня 1917 — ВрИД генерал-майор Кирпичёв, Лев Нилович
- 8 июня 1917 — январь 1918 — полковник барон Велио, Владимир Иванович

### Командиры 1-го дивизиона
- 06.05.1895 — 26.05.1897 — полковник Мартынов Николай Николаевич
- 25.06.1897 — 13.10.1898 — полковник Хитрово, Александр Михайлович
- 13.10.1898 — 09.02.1899 — полковник граф Баранцов, Михаил Александрович
- 22.11.1907 — 13.05.1910 — полковник Ивашинцов, Андрей Васильевич
- 21.05.1910 — 23.01.1914 — полковник Пилкин, Константин Константинович
- 23.12.1916 — хх.хх.хххх — полковник Перебиносов, Александр Николаевич

### Командиры 2-го дивизиона
- 25 июня 1897 — 29 декабря 1899 — полковник Кузьмин-Караваев, Дмитрий Дмитриевич
- 13 ноября 1903 — 10 апреля 1904 — флигель-адъютант полковник великий князь Сергей Михайлович
- 3 июля 1907— 1908 — полковник Гилленшмидт, Александр Фёдорович
- 26 ноября 1908 — 29 ноября 1912 — полковник Ивашинцов, Николай Васильевич
- 1 декабря 1912 — 18 декабря 1915 — полковник Виноградский, Александр Николаевич

## Командный состав в Белом движении

### Командиры Гвардейской конно-артиллерийской батареи
- полковник Лагодовский, Борис Аркадьевич

### Командиры Отдельного дивизиона Гвардейской конной артиллерии
- полковник Трепов, Борис Владимирович
- 11 октября 1919—? — полковник Д. С. Перфильев

### Командиры 1-й батареи Отдельного дивизиона Гвардейской конной артиллерии
- 11 октября 1919—? — полковник Лагодовский, Борис Аркадьевич

### Командиры 2-й батареи Отдельного дивизиона Гвардейской конной артиллерии
- 11 октября 1919—? — полковник М. В. Котляревский

## Известные люди, служившие в бригаде
- Кочетков, Василий Николаевич - «солдат трёх императоров» (служил в бригаде более 10 лет с 1878).

## Форма
Погоны алые. Прибор золотой. 1-я Его Величества батарея — накладной вензель HII золотой. 6-я Донская казачья Его Величества батарея — накладной вензель HII золотой, у офицеров галун на погонах с гусарским зигзагом.